# Ibrahim Kargbo
Ibrahim Kargbo (ur. 10 kwietnia 1982 we Freetown) – sierraleoński piłkarz, występujący na pozycji obrońcy. Od 2014 jest zawodnikiem portugalskiego Atlético CP.

## Kariera
Kargbo grał juniorskich drużynach klubów East End Lions oraz Feyenoordu Rotterdam. Jego pierwszą profesjonalną drużyną był belgijski RWD Molenbeek. W pierwszej jedenastce tego klubu zadebiutował w 2000 roku i szybko wywalczył sobie tam miejsce w składzie. W 2002 z powodu karnej degradacji jego drużyny do trzeciej ligi, postanowił odejść do Sportingu Charleroi. Tam podobnie jak w poprzednim klubie nie miał problemów z grą w wyjściowej jedenastce. Przez trzy lata, łącznie rozegrał 80 spotkań w barwach tego klubu i zdobył w nich jedną bramkę.
W 2005 roku przeniósł się do tureckiego Malatyasporu, ale nie zdołał przebić się tam do pierwszej jedenastki. Po rozegraniu jednego meczu w barwach tej ekipy, powrócił do Belgii, a konkretnie do FC Brukseli. W 2006 przeszedł do Willem II Tilburg. W Eredivisie zadebiutował 19 sierpnia 2006, w wygranym 2-1 pojedynku z FC Utrechtem. Pierwszego gola w lidze holenderskiej strzelił 16 grudnia 2006, w meczu z ADO Den Haag, który został przegrany przez jego drużynę 1-2.
W latach 2010–2013 Kargbo grał w FK Baku. W 2013 roku wrócił do RWD Molenbeek, a w 2014 przeszedł do Atlético CP.
| Sezon   | Klub               | Kraj        | Rozgrywki         | Mecze | Bramki |
| ------- | ------------------ | ----------- | ----------------- | ----- | ------ |
| 2000/01 | RWD Molenbeek      | Belgia      | Eerste Klasse     | 29    | 0      |
| 2001/02 | RWD Molenbeek      | Belgia      | Eerste Klasse     | 30    | 0      |
| 2002/03 | Sporting Charleroi | Belgia      | Eerste Klasse     | 28    | 1      |
| 2003/04 | Sporting Charleroi | Belgia      | Eerste Klasse     | 28    | 0      |
| 2004/05 | Sporting Charleroi | Belgia      | Eerste Klasse     | 24    | 0      |
| 2005/06 | Malatyaspor        | Turcja      | Turecka Superliga | 1     | 0      |
| 2005/06 | FC Bruksela        | Belgia      | Eerste Klasse     | 26    | 1      |
| 2006/07 | Willem II Tilburg  | Holandia    | Eredivisie        | 32    | 1      |
| 2007/08 | Willem II Tilburg  | Holandia    | Eredivisie        | 29    | 2      |
| 2008/09 | Willem II Tilburg  | Holandia    | Eredivisie        | 30    | 0      |
| 2009/10 | Willem II Tilburg  | Holandia    | Eredivisie        | 22    | 0      |
| 2010/11 | FK Baku            | Azerbejdżan | Premyer Liqa      | 25    | 0      |
| 2011/12 | FK Baku            | Azerbejdżan | Premyer Liqa      | 28    | 0      |
| 2012/13 | FK Baku            | Azerbejdżan | Premyer Liqa      | 23    | 1      |
| 2013/14 | RWD Molenbeek      | Belgia      | Tweede klasse     | 1     | 0      |
| 2014/15 | Atlético CP        | Portugalia  | Segunda Liga      | 37    | 1      |

## Życie prywatne
Jego młodszy brat Sidney Kargbo jest zawodnikiem FK Gəncə.